# イアコブ・カジャイア
イアコブ・カジャイアまたはヤコブ・カジャヤ（グルジア語: იაკობ ქაჯაია、グルジア語ラテン翻字: Iakob Kajaia、1993年9月28日 – ）は、ジョージアのアマチュアレスリング選手。
1993年にイメレティ州のチャルトゥボで誕生。2010年、ヨーロッパ選手権カデットの部グレコローマン100kg級で銀メダルを獲得。2012年、ヨーロッパ選手権および世界選手権において、ジュニアの部グレコローマン96kg級で銅メダルを獲得。2013年、ヨーロッパ選手権カデットの部グレコローマン120kg級で優勝。2016年、ヨーロッパ選手権U-23の部グレコローマン130kg級で優勝。
彼は2016年リオデジャネイロオリンピックのレスリング男子グレコローマン130kg級に出場し、準決勝でセルゲイ・セミョノフに敗退。2018年レスリングヨーロッパ選手権で銅メダルを獲得。2019年のヨーロッパ選手権では決勝でトルコのリザ・カヤルプに敗れ銀メダル。2019年のヨーロッパ競技大会では決勝でロシアのセルゲイ・セミョノフに勝利し金メダル。
2020年東京オリンピックの予選を兼ねた2019年レスリング世界選手権では銅メダルを獲得し、オリンピック出場権を獲得した。

## 主要大会結果
| 年   | 大会               | 会場                         | 結果 | 種目                      |
| ---- | ------------------ | ---------------------------- | ---- | ------------------------- |
| 2014 | 世界選手権         | ウズベキスタン、タシュケント | 10位 | 男子グレコローマン130kg級 |
| 2015 | ヨーロッパ競技大会 | アゼルバイジャン、バクー     | 5位  | 男子グレコローマン130kg級 |
| 2015 | 世界選手権         | アメリカ合衆国、ラスベガス   | 24位 | 男子グレコローマン130kg級 |
| 2016 | ヨーロッパ選手権   | ラトビア、リガ               | 9位  | 男子グレコローマン130kg級 |
| 2016 | オリンピック       | ブラジル、リオデジャネイロ   | 7位  | 男子グレコローマン130kg級 |
| 2018 | ヨーロッパ選手権   | ロシア、カスピースク         | 3位  | 男子グレコローマン130kg級 |
| 2019 | ヨーロッパ選手権   | ルーマニア、ブカレスト       | 2位  | 男子グレコローマン130kg級 |
| 2019 | ヨーロッパ競技大会 | ベラルーシ、ミンスク         | 1位  | 男子グレコローマン130kg級 |
| 2019 | 世界選手権         | カザフスタン、ヌルスルタン   | 3位  | 男子グレコローマン130kg級 |